# Piper sprengelianum
Piper sprengelianum är en pepparväxtart som beskrevs av C. Dc.. Piper sprengelianum ingår i släktet Piper och familjen pepparväxter. Inga underarter finns listade i Catalogue of Life.